# George Carlyle Marler
George Carlyle Marler PC (* 14. September 1901 in Montreal, Québec; † 10. April 1981 ebenda) war ein Politiker der Liberalen Partei Kanadas, der Verkehrsminister im 17. Kabinett von Premierminister Louis Saint-Laurent war.

## Leben

### Notar und Oppositionsführer in Québec
Marler trat nach dem Besuch der Selwyn House School in Montreal und des Collège Bishop's in Lennoxville 1917 als Seekadett in die Royal Naval Academy der Royal Canadian Navy ein und diente dort bis 1919. Danach absolvierte ein Studium der Rechtswissenschaften an der McGill University und nahm nach dessen Abschluss mit einem Bachelor of Civil Law (B.C.L.) am 14. Juli 1923 eine Tätigkeit als Notar auf. Als solcher engagierte er sich von 1930 bis 1939 in der Notarkammer und war zugleich 1934 Präsident der Notarvereinigung von Montreal. Daneben war er von 1938 bis 1940 Vizepräsident des Bewertungsüberprüfungsamtes von Montreal.
Während des Zweiten Weltkrieges leistete er zwischen 1940 und 1942 Militärdienst als Instrukteur für Navigation bei der Royal Canadian Navy.
Am 23. März 1942 wurde Marler als Kandidat der Liberalen Partei erstmals zum Mitglied der Legislativversammlung von Québec gewählt und vertrat in dieser zunächst bis zum 30. Juni 1954 den Wahlkreis Westmount-Saint-Georges. Während seiner Mitgliedschaft in der Legislativversammlung war er zwischen dem 4. April 1948 und dem 18. November 1953 als Vorsitzender der Fraktion der Liberalen Partei Führer der Opposition und damit parlamentarischer Gegenspieler des damaligen Premierministers von Québec, Maurice Duplessis von der Union Nationale. Gleichzeitig fungierte er vom 22. Juli 1949 als Nachfolger von Adélard Godbout bis zu seiner Ablösung durch Georges-Émile Lapalme am 2. Mai 1950 als kommissarischer Vorsitzender der Parti libéral du Québec.

### Bundesminister, Unterhausabgeordneter und Rückkehr in die Provinzpolitik
Nachdem Marler am 1. Juli 1954 von Premierminister Louis Saint-Laurent zum Verkehrsminister in das 17. kanadische Kabinett berufen wurde, 
verließ er die Provinzpolitik und engagierte sich für einige Jahre in der Bundespolitik. Das Ministeramt bekleidete er bis zum 20. Juni 1957. 
Zugleich wurde er am 8. November 1954 bei einer Nachwahl im Wahlkreis Saint-Antoine-Westmount zum Mitglied des Unterhauses von Kanada gewählt, verlor dieses Mandat jedoch bereits bei der Unterhauswahl am 31. August 1958. Danach war er von Dezember 1958 bis Januar 1960 Exekutiv-Vizepräsident der Liberalen Partei Kanadas.
Im Anschluss kehrte Marler in die Provinzpolitik zurück, nachdem er am 8. August 1960 von Premierminister Jean Lesage als Minister ohne Geschäftsbereich in die Regierung Québecs berufen wurde. Dieses Ministeramt bekleidete er bis zum Ende von Lesages Amtszeit am 16. Juni 1966. Zugleich wurde er am 8. November 1960 zum Mitglied des Legislativrates von Québec ernannt und vertrat in dem damaligen Oberhaus des Parlaments bis zum 30. Dezember 1968 die Interessen von Inkerman. Während dieser Zeit war er zudem vom 8. November 1960 bis Oktober 1965 Vorsitzender der Fraktion der Liberalen Partei und damit Führer der Regierung im Legislativrat.
Marler war ein Halbbruder von Herbert Meredith Marler, der von 1921 bis 1925 ebenfalls Mitglied des Unterhauses sowie von September 1925 bis Januar 1926 Minister ohne Geschäftsbereich im 12. kanadischen Kabinett von Premierminister William Lyon Mackenzie King.
Neben seinen beruflichen und politischen Tätigkeiten war Marler auch ein anerkannter Philatelist, der Fellow der Royal Philatelic Society of London sowie der Royal Philatelic Society of Canada war, und mehrere Fachbücher zu den sogenannten Admiral Stamps verfasste.

## Veröffentlichungen
- The law of real property, Quebec, Mitautor William DeMontmollin Marler, Burroughs and Co. Ltd, 1932 * Canada; notes on the 1911-1925 issue, American Philatelic Society, 1949
- Booklets of the admiral stamps of 1911 to 1925, British North America Philatelic Society, 1970
- The Edward VII issue of Canada: a detailed study, National Postal Museum, 1975
- Canada, the admiral issue, 1911-1925, Unitrade Press, 1980
- The admiral issue of Canada, American Philatelic Society, 1982